# Rzędzian

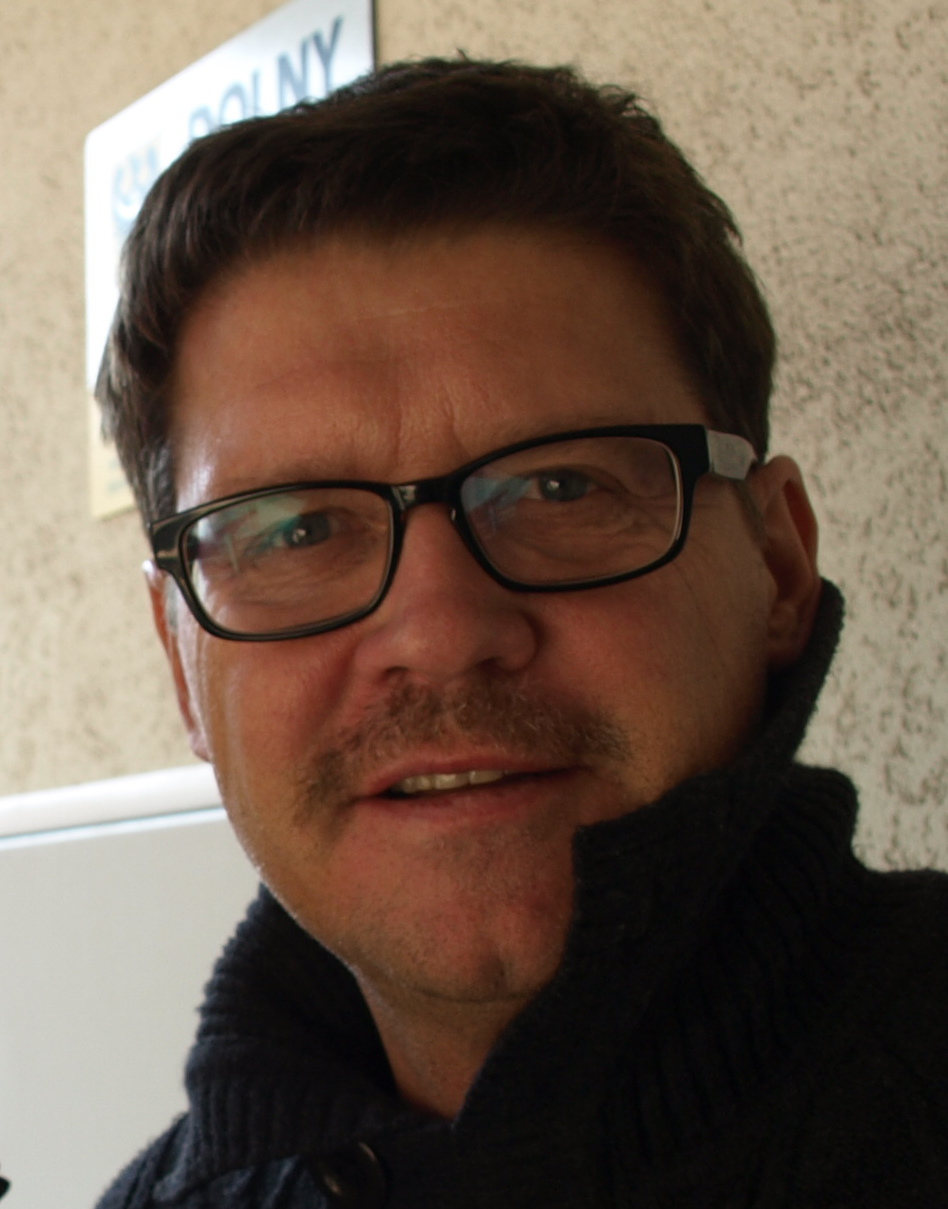
Wojciech Malajkat - odtwórca roli Rzędziana w filmie Ogniem i mieczem oraz w serialu pod tym samym tytułem.

Rzędzian – postać literacka, występująca w powieściach Henryka Sienkiewicza: Ogniem i mieczem (postać drugoplanowa) i Potopie (epizodyczna). 
W Ogniem i mieczem był pachołkiem Jana Skrzetuskiego. Ratując z rąk Bohuna kniaziównę Helenę Kurcewiczównę (ukochaną Skrzetuskiego), śmiertelnie postrzelił w płuca z samopału olbrzymią wróżbitkę Horpynę. Następnie skutecznie opiekował się odbitą branką i bezpiecznie przeprowadził ją przez tereny opanowane przez Kozaków oraz Tatarów.
Mieszkał w Rzędzianach, miał ojca, matkę i bardzo starego (w Ogniem i mieczem mającego już co najmniej dziewięćdziesiąt lat) dziadka. Jego rodzina toczy odwieczny spór z sąsiadami Jaworskimi, o gruszę „... gruntami, a w połowie nad naszymi ma gałęzie. Owóż jak ją Jaworscy trzęsą, to i nasze gruszki opadają, a dużo idzie na miedzę. Oni tedy powiadają, że te, co na miedzy, to ich...”. Kilka lat później (w Potopie) dorobił się majątku i „puścił Jaworskich z torbami”.  
W Potopie jest bogatym szlachcicem, starostą na Wąsoszy; dzierżawi ziemie od wojewody mazowieckiego. Jego postać jest obecna tylko w kilku rozdziałach. 
Nie występuje w trzeciej części Trylogii.
W adaptacji filmowej Ogniem i mieczem w reżyserii Jerzego Hoffmana w rolę Rzędziana wcielił się Wojciech Malajkat. 
We włoskiej ekranizacji Ogniem i mieczem z 1962 roku grał go Marcello Selmi.